# Mein Avatar und ich
Mein Avatar und ich ist ein Musical von Peter Lund (Text) und Thomas Zaufke (Musik).

## Inhalt
Das Stück zeigt, was passiert, wenn sich Avatare als virtuelle Idealfiguren plötzlich in das reale Leben ihrer Besitzer einmischen. Annes Avatar sieht fantastisch aus, und Rupert könnte jede Frau haben – wenn man sein gepixeltes Ich betrachtet. Joschi ist im Cyberspace ein echter Held, und Fritz hat siebenhundertdreiundvierzig Freunde – zumindest wenn er online ist. Das Stück beschreibt, wie Menschen im Netz schummeln, indem sie ihre Mankos kaschieren und sich selbst zu perfekten Menschen stilisieren. Jedoch sind auch die so geschaffenen Avatare nur „Menschen“ und entwickeln im Stück nicht nur Gefühle, sondern auch ein Verantwortungsgefühl gegenüber ihren Besitzern. Dies bringt die Avatare dazu, Kontakt mit diesen aufzunehmen, was ihnen eigentlich laut Protokoll strengstens untersagt ist. Die Charaktere aus dem Second Life und dem realen Leben treffen aufeinander.

## Lieder
- Ich habe 743 Freunde
- Age of Survival
- Nicht verliebt
- Mein Avatar und ich
- Don’t judge a book by its cover
- Ich habe 746 Freunde
- Blond
- Wunderbar
- Wesen ohne Willen
- Zeig dich
- Magentas Geburt
- Die Entführung
- Retter der Welt
- Tussizeit
- Der Sinn des Lebens
- Tödliche Waffen von Kindern gespielt
- Rupert dreht durch
- Etwas anders als gedacht
- Helden unter sich
- Alles nur Spiel
- Das Böse siegt
- Showdown

## Uraufführung
Mein Avatar und ich wurde speziell für Absolventen der Universität der Künste Berlin geschrieben, an der Autor und Regisseur Peter Lund als Professor tätig ist. Die Uraufführung fand am 25. November 2010 in der Neuköllner Oper statt. Zwischen der UdK und der Neuköllner Oper besteht schon seit langem eine erfolgreiche Kooperation.

## Weitere Aufführungen
Mein Avatar und ich wurde durch die Berliner Stage Company im Mai 2012 (ATZE Musiktheater) erneut mit großem Erfolg aufgeführt.
Der Autor Peter Lund sowie Thomas Zaufke (Musik) waren Ehrengäste der Aufführungen.

## Kritiken
„Nicht nur ein brandaktuelles, sondern ein großartiges, ja phantastisches Thema hat Lund hier an der Angel. Chapeau! [...] Mit anderen Worten: Super Thema, begeisternd gespielt und ungemein sehenswert.“ (Kai Luehrs-Kaiser, Kulturradio am 26. November 2010)
„Was die Darsteller dieses Jahrgangs in der Choreographie von Neva Howard an Körperkontrolle und Gesang leisten, ist bemerkenswert. Die exakten Bewegungen sind das ideale Mittel, um die gestylte Welt der Internetportale darzustellen.“ (Carsten Niemann, Tagesspiegel vom 28. November 2010)
„Dem Dream-Team Peter Lund (Text/Regie) und Thomas Zaufke (Musik) ist mit ‚Mein Avatar und ich‘ erneut ein umwerfend aktuelles und mitreißendes Musical gelungen. [...] Diese Elf, unterstützt von einer bestens aufgelegten Band, übertrifft an Spielwitz und Leidenschaft jedes Fußball-Team. [...] Zaufkes Songs verschmelzen souverän Soul und Schnulze, Pop und Abba.“ (Volker Tarnow, Berliner Morgenpost vom 29. November 2010)
„‚Mein Avatar und ich‘ sollte sich jeder ankucken, der einen Abend voller Spaß und toller Unterhaltung erleben will.“ (Julie – Musical-Co.net vom Mai 2012)

## Besetzung
- Musikalische Leitung:  Hans-Peter Kirchberg / Tobias Bartholmeß
- Inszenierung:  Peter Lund
- Musik:  Thomas Zaufke
- Choreografie:  Neva Howard
- Bühnenbild:  Ulrike Reinhard
- Video und Mediaversum-Design:  René von der Waar

### Besetzung Uraufführung (2010)
- „Fritz“ gespielt von Dominik Bopp
- „Anne“ gespielt von Karen Helbing
- „Helen“ gespielt von Johanna Spantzel
- „Rupert“ gespielt von Maximilian Mann
- „John“ gespielt von Jörn-Felix Alt
- „Joschi“ gespielt von Benjamin Sommerfeld
- „Baze“ gespielt von Stefan Rüh
- „Gretchen“ gespielt von Anja Backus
- „Magenta“ gespielt von Lea Schaaf
- „Gordon“ gespielt von Dirk Johnston
- „Bee“ gespielt von Maja Sikora

### Besetzung Wiederaufnahme (2011)
- „Fritz“ gespielt von Dominik Bopp
- „Anne“ gespielt von Karen Helbing
- „Helen“ gespielt von Johanna Spantzel
- „Rupert“ gespielt von Maximilian Mann
- „John“ gespielt von Rupert Markthaler
- „Joschi“ gespielt von Benjamin Sommerfeld
- „Baze“ gespielt von Stefan Rüh
- „Gretchen“ gespielt von Anja Backus
- „Magenta“ gespielt von Lea Schaaf
- „Gordon“ gespielt von Dirk Johnston
- „Bee“ gespielt von Maja Sikora

### Besetzung (Doppel) Wiederaufnahme (2012)
- „Fritz“ gespielt von Yves Dittmann und Jonathan Jeske
- „Anne“ gespielt von Katrin Jettkowski und Franziska Plaschke
- „Helen“ gespielt von Julia Koehler und Ruth Adams
- „Rupert“ gespielt von Michael Zettier und Andreas Schulze
- „John“ gespielt von Felix Justus Schmeck und Jean-Frederic Alscher
- „Joschi“ gespielt von Marc Stender und Vicco Farah
- „Baze“ gespielt von Gero Konietzko und Robin Lungwitz
- „Gretchen“ gespielt von Sandra Mennicke und Stefanie Heynich
- „Magenta“ gespielt von Anika Stasch und Ceren Civelek
- „Gordon“ gespielt von Dennis Weißert und Michael Plog
- „Bee“ gespielt von Katharina Töpfer und Annika Braun

- Pianist/Musikalische Leitung: Dominik Walenciak
- Inszenierung:  Gaia Vibra
- Choreografie:  Anika Stasch und Annika Braun
- Video und Projektionen: Gero Konietzko